# Danuta Branowska
Danuta Branowska – polska chemiczka, dr hab. nauk chemicznych, profesor uczelni i dyrektor Instytutu Nauk Chemicznych w latach 2019-2020 Wydziału Nauk Ścisłych i Przyrodniczych Uniwersytetu Przyrodniczo-Humanistycznego w Siedlcach.

## Życiorys
Obroniła pracę doktorską, 23 marca 2008 habilitowała się na podstawie pracy. Objęła funkcję profesora nadzwyczajnego w Instytucie Chemii na Wydziale Nauk Ścisłych i Przyrodniczych Uniwersytetu Przyrodniczo-Humanistycznego w Siedlcach.
Piastuje stanowisko profesora uczelni i dyrektora w Instytucie Nauk Chemicznych na Wydziale Nauk Ścisłych i Przyrodniczych Uniwersytetu Przyrodniczo-Humanistycznego w Siedlcach.
Była prodziekanem na Wydziale Nauk Ścisłych Uniwersytetu Przyrodniczo-Humanistycznego w Siedlcach.